# Geromorfism
Geromorfism eller gerontomorfism är tillståndet att en ung individ till det yttre är föråldrad, exempelvis med rynkig hud, eller mera allmänt att en ung individ har egenskaper som kännetecknar åldrande personer, att åldras i förtid. Motsatsen är agerasi, infantilism och neoteni.
Termen har använts inom medicinen och antropologin, det senare beskrivet bland andra av Ashley Montagu. Geromorfism ansågs kunna beskriva människans evolutionära utveckling från aporna, människan var vuxnare (clandestin-evolution). Synsättet attackerades på 1960-talet av Gavin de Beer som hävdade att neoteni föryngrar, och att folk med geromorfiska drag visat minst framsteg (Peter Pan-evolutionen).
Inom medicinen kan geromorfism syfta på tillståndet att få grått hår i förtid, rynkor i förtid eller så kallad gerodermi (att huden liksom hos gamla förtunnas). Geromorfism är framträdande vid progeri.